# Florence Pugh
Florence Pugh, ejtsd [pjuː] (Oxford, 1996. január 3. –) angol színésznő.
2014-ben debütált az Eszmélet című misztikus filmben. A szakmai áttörést a Lady Macbeth (2016) főszerepe hozta el számára, mellyel több filmes díjat, illetve jelölést szerzett.
2018-ban Elizabeth de Burgh-öt, I. Róbert skót király második feleségét alakította a Netflix Törvényen kívüli király című történelmi filmjében. A The Little Drummer Girl című, szintén 2018-as minisorozatban egy kémkedéssel foglalkozó 1970-es évekbeli színésznőt játszott. 2019-ben Paige pankrátort személyesítette meg a filmvásznon a Családi bunyó című sportfilmben. Ugyanebben az évben főszerepet kapott Ari Aster nyomasztó hangulatú és misztikus Fehér éjszakák című filmjében.

## Fiatalkora
1996. január 3-án született Oxfordban. Apja, Clinton Pugh, éttermi vendéglős Oxfordban, míg az anyja, Deborah, egy táncos és tánctanár. Pugh-nak három testvére van; a színész és zenész Toby Sebastian, Arabella Gibbins színésznő, és a legfiatalabb testvér, Rafaela "Raffie" Pugh.
Pugh gyermekkorában tracheomalaciában szenvedett és emiatt gyakran kórházba került. Három éves korában a család átköltözött Andalúziába, a déli Spanyolországba remélve, hogy a melegebb időjárás javítani fogja az egészségét. Pugh hat éves koráig Sotograndeben élt, amikor a család végül visszaköltözött Oxfordshireba.
Pugh vonzódása az akcentusokhoz és a komédiához hatéves korában mutatkozott meg először, amikor Yorkshire-i akcentussal eljátszotta Szűz Mária szerepét egy iskolai betlehemezés során. Később a Wychwood Iskolában és a St. Edward's Iskolában tanult.

## Magánélete
2019 áprilisa óta Pugh kapcsolatban áll Zach Braff amerikai színésszel és filmrendezővel.Braff rendezte az In the Time it takes to get There című 2019-es rövidfilmjét. 2020 januárjától Londonban lakik.

## Filmográfia

### Film
| Év   | Magyar cím                            | Eredeti cím                  | Szerep                        | Magyar hang       |
| ---- | ------------------------------------- | ---------------------------- | ----------------------------- | ----------------- |
| 2014 | Eszmélet                              | The Falling                  | Abbie Mortimer                | Kardos Eszter     |
| 2016 | Lady Macbeth                          | Lady Macbeth                 | Katherine Lester              | Bognár Anna       |
| 2018 | The Commuter – Nincs kiszállás        | The Commuter                 | Gwen                          | Nemes Takách Kata |
| 2018 | Törvényen kívüli király               | Outlaw King                  | Elizabeth de Burgh            |                   |
| 2018 |                                       | Malevolent                   | Angela                        |                   |
| 2019 | Családi bunyó                         | Fighting with My Family      | Saraya "Paige" Bevis          | Szilágyi Csenge   |
| 2019 | Családi bunyó                         | Fighting with My Family      | Saraya "Paige" Bevis          | Csuha Borbála     |
| 2019 | Fehér éjszakák                        | Midsommar                    | Dani Ardor                    | Gulás Fanni       |
| 2019 | Kisasszonyok                          | Little Women                 | Amy March                     | Kardos Eszter     |
| 2021 | Fekete Özvegy                         | Black Widow                  | Jelena Belova / Fekete Özvegy | Mikecz Estilla    |
| 2022 | Nincs baj, drágám                     | Don't Worry Darling          | Alice Chambers                | Dobó Enikő        |
| 2022 | A csoda                               | The Wonder                   | Lib Wright                    | Mikecz Estilla    |
| 2022 | Csizmás, a kandúr: Az utolsó kívánság | Puss in Boots: The Last Wish | Aranyfürt (hangja)            | Szilágyi Csenge   |
| 2023 | Egy jó ember                          | A Good Person                | Allison                       | Dér Marus         |
| 2023 | Oppenheimer                           | Oppenheimer                  | Jean Tatlock                  | Szilágyi Csenge   |
| 2023 | A fiú és a szürke gém                 | The Boy and the Heron        | Kiriko (hangja)               | Kis-Kovács Luca   |
| 2024 | Dűne: Második rész                    | Dune: Part Two               | Irulan Corrino                | Mikecz Estilla    |
| 2024 | A szerelem ideje                      | We Live in Time              | Almut Brühl                   | Szilágyi Csenge   |
| 2025 | Mennydörgők*                          | Thunderbolts*                | Jelena Belova / Fekete Özvegy | Mikecz Estilla    |

Rövidfilm
- Paradise Lost? (2015) – Eve

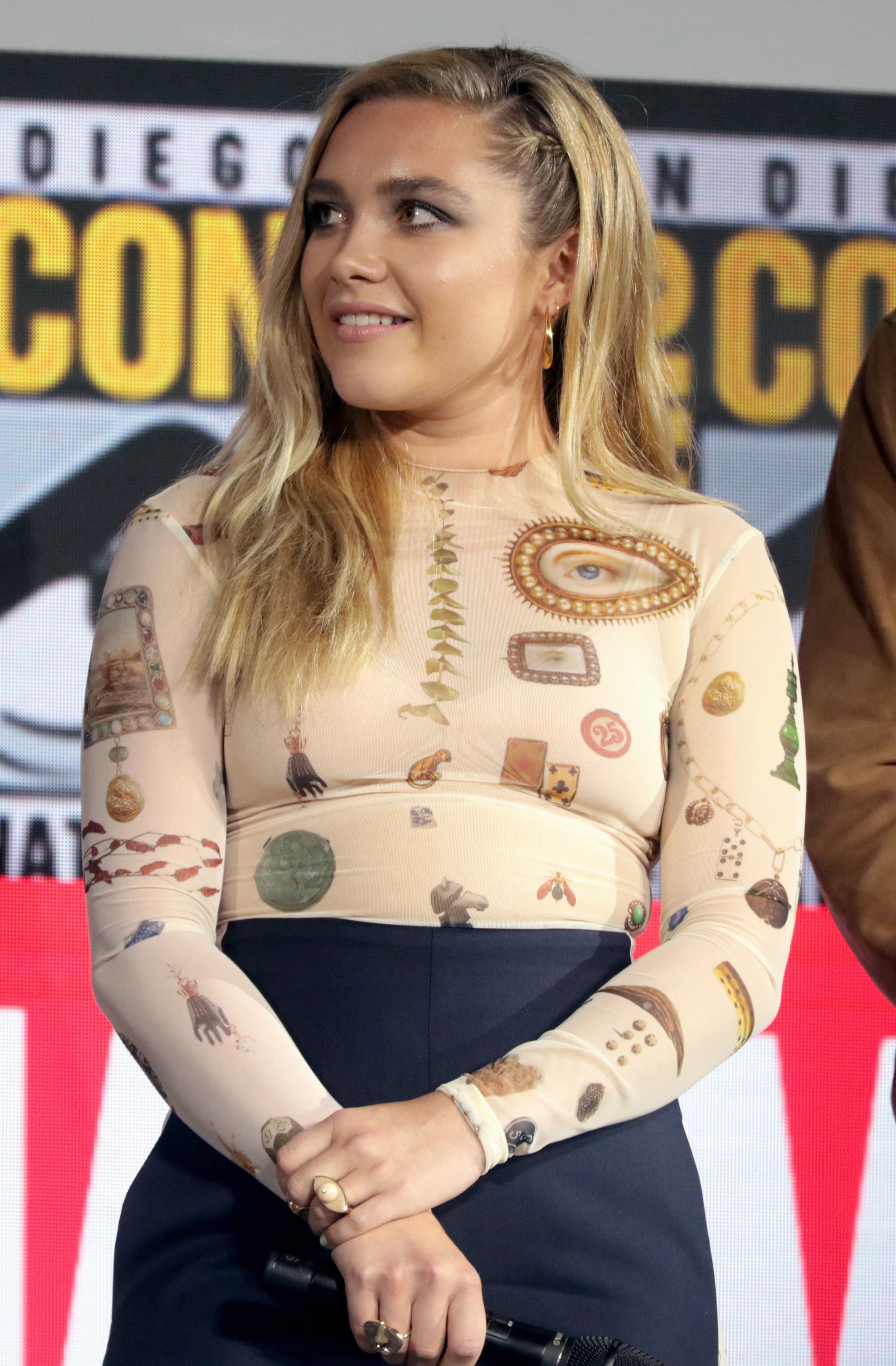
A 2019-es Comic-Con International rendezvényen, a Fekete Özvegy promócióján

- Leading Lady Parts (2018) – önmaga
- In the Time It Takes to Get There (2019) – Lucille
- Father of the Bride Part 3(ish) (2020) – Megan Banks

### Televízió
| Év   | Magyar cím                      | Eredeti cím                   | Szerep                        | Megjegyzések                                 |
| ---- | ------------------------------- | ----------------------------- | ----------------------------- | -------------------------------------------- |
| 2015 |                                 | Studio City                   | Cat                           | tévéfilm                                     |
| 2016 |                                 | Marcella                      | Cara Thomas                   | 3 epizód                                     |
| 2018 | Lear király                     | King Lear                     | Cordelia                      | tévéfilm                                     |
| 2018 |                                 | The Little Drummer Girl       | Charmian "Charlie" Ross       | minisorozat                                  |
| 2020 |                                 | Acting for a Cause            | Jessica Goldman               | 1 epizód                                     |
| 2021 | Sólyomszem                      | Hawkeye                       | Yelena Belova / Fekete Özvegy | - 3 epizód - magyar hangja: - Mikecz Estilla |
| 2022 | Bear Grylls: Sztárok a vadonban | Running Wild with Bear Grylls | önmaga                        | 1 epizód                                     |
| 2023 | Emberi erőforrások              | Human Resources               | Sarah Crumbhorn (hangja)      | - 4 epizód - magyar hangja: - Kanyó Kata     |

## Fordítás
- Ez a szócikk részben vagy egészben  a   Florence Pugh című angol Wikipédia-szócikk fordításán alapul.  Az eredeti cikk szerkesztőit annak laptörténete sorolja fel. Ez a jelzés csupán a megfogalmazás eredetét és a szerzői jogokat jelzi, nem szolgál a cikkben szereplő információk forrásmegjelöléseként.